# Итажа (Гояс)
Итажа (порт. Itajá) — муниципалитет в Бразилии, входит в штат Гояс. Составная часть мезорегиона Юг штата Гойас. Входит в экономико-статистический микрорегион Киринополис. Население составляет 5926 человек на 2006 год. Занимает площадь 2091,394 км². Плотность населения — 2,8 чел./км².

## История
Город основан 14 ноября 1958 года. 

## Статистика
- Валовой внутренний продукт на 2003 год составляет 49 635 125,00 реалов (данные: Бразильский институт географии и статистики).
- Валовой внутренний продукт на душу населения на 2003 год составляет 8557,78 реалов (данные: Бразильский институт географии и статистики).
- Индекс развития человеческого потенциала на 2000 год составляет 0,747 (данные: Программа развития ООН).